# Monica Äijä
Kerstin Monica Äijä Lenndin (* 17. Februar 1963 in Uppsala) ist eine ehemalige schwedische Skirennläuferin. Sie war auf die technischen Disziplinen Slalom und Riesenslalom spezialisiert und erreichte sieben Top-10-Platzierungen im Weltcup.

## Biografie
Monica Äijä gehörte Mitte bis Ende der 1980er Jahre der schwedischen Skinationalmannschaft an. Im Weltcup konnte sie sich in ihren Spezialdisziplinen Slalom und Riesenslalom zwischen März 1984 und Dezember 1987 zehnmal unter den besten 15 platzieren und Weltcuppunkte gewinnen. Siebenmal fuhr sie unter die schnellsten zehn und am 11. Januar 1985 erreichte sie mit Platz sechs im Slalom von Bad Kleinkirchheim ihr bestes Weltcupresultat. 1982 und 1983 wurde sie Schwedischen Meisterin im Slalom und 1986 sowie 1987 Schwedische Meisterin im Riesenslalom. Bei internationalen Medaillenentscheidungen hatte die Schwedin aber keinen Erfolg. Sie startete bei den Weltmeisterschaften 1985 und 1987 sowie den Olympischen Winterspielen 1988 jeweils im Slalom und im Riesenslalom, erreichte aber in keinem dieser sechs Rennen das Ziel.